# Mauzolej obitelji Paunović u Vukovaru
Mauzolej obitelji Paunović u Vukovaru izgrađen je po nacrtu arhitekta A. Takos krajem 19. stoljeća u stilu mađarske neogotike s kriptom i kapelom posvećenom svetačkim liječnicima, braći Kuzmi i Damjanu. Mauzolej je dao izgraditi vukovarski veleposjednik Aleksa Paunović  (1824. – 1899.). Paunovići su bili bogata i utjecajna vukovarska obitelj u čijem je vlasništvu bio veći dio središta Vukovara; početkom 20. stoljeća bili su vlasnici 4000 jutara zemlje (oko 2300 hektara) i 74 kuće. Objekt je teško stradao u Domovinskom ratu 1991. godine, nakon Domovinskoga rata mauzolej je obnovljen.